# جاي ميلر (لاعب كرة قدم أمريكية)
جاي ميلر (بالإنجليزية: Jay Miller)‏ هو لاعب كرة قدم أمريكية أمريكي، ولد في 1954.

## روابط خارجية
- جاي ميلر على موقع كلية كرة القدم في سبورتس رفرنس.كوم (الإنجليزية)